# Jens Münchow
Jens Münchow (* 13. März 1971 in Löningen, Niedersachsen) ist ein deutscher Schauspieler.

## Leben
Jens Münchow ist das siebte Kind und jüngster Sohn von Heinz und Auguste Münchow. Er wuchs in Flensburg auf, wo er 1991 das Abitur machte. Nach einem längeren Auslandsaufenthalt absolvierte er von 1992 bis 1995 eine Tanz- und Schauspielerausbildung an der Nordisk Teaterskole in Aarhus, Dänemark. Es folgten zahlreiche Theaterengagements. Zuletzt arbeitet er mit der internationalen Choreographin Stephanie Tiersch zusammen.
Als Dorfrocker Rakete in dem Kinofilm Am Tag als Bobby Ewing starb von Lars Jessen gelang ihm 2005 der Durchbruch als Schauspieler. Der Saarländische Rundfunk schrieb:
Jens Münchow alias Rakete stellt zwar „nur“ einen Nebencharakter im Personen-Geflecht von „Am Tag als Bobby Ewing starb“ dar. Doch der Junge spielt einen hervorragenden Part, ist fast so etwas wie ein heimlicher Star.
Einen Gastauftritt hatte Jens Münchow 2007 in der Comedy-Serie Alles Atze (Staffel 6, Folge 7, die Behindertenwerkstatt) als Rollstuhlfahrer Ottmar.
Im Jahr 2011 war Münchow im Werbespot Kein Haken der Direktbank Cortal Consors zu sehen, und von 2012 bis 2017 spielte er in der ARD-Serie Großstadtrevier den Streifenbeamten Paul Dänning.
Jens Münchow ist seit August 2009 mit der Fotografin Monika Czosnowska verheiratet. Sie haben gemeinsam eine Tochter und einen Sohn und leben in Berlin.

## Filmografie (Auswahl)
- 2001: Großstadtrevier (Fernsehserie, Episode Krügers Waffe)
- 2003: Doppelter Einsatz (Fernsehserie, Episode Einer stirbt immer)
- 2003: Ein starkes Team – Kollege Mörder (Fernsehserie)
- 2004: Erbsen auf halb 6
- 2004: Alarm für Cobra 11 (Fernsehserie, Episode Die Zeugin)
- 2004: SOKO Wismar (Fernsehserie, Episode Gelegenheit macht Diebe)
- 2005: Am Tag als Bobby Ewing starb
- 2005: SOKO Köln (Fernsehserie, Episode Echte Kerle)
- 2005: Fremde Haut
- 2005: Tatort: Erfroren
- 2005: Die blaue Grenze
- 2006: Ein Fall für zwei (Fernsehserie, Episode Der verlorene Sohn)
- 2006: Ein Freund von mir
- 2006: FC Venus – Angriff ist die beste Verteidigung
- 2006: Krimi.de (Fernsehserie, Episode Netzpiraten)
- 2006: Neandertal
- 2007: Armin
- 2007: Alles Atze – Die Behindertenwerkstatt
- 2007: Küstenwache (Fernsehserie, Episode Die letzte Beichte)
- 2008: SOKO Leipzig (Fernsehserie, Episode Auf dem Kriegspfad)
- 2009: Tatort: Tote Männer
- 2009: Butter bei die Fische
- 2009: Der gestiefelte Kater
- 2010: Countdown – Die Jagd beginnt (Fernsehserie, Episode Die Zeugin)
- 2010: Hochzeitspolka
- 2011: Marie Brand und die letzte Fahrt
- 2011: Großstadtrevier (Fernsehserie, Episode Home Sweet Home)
- 2011: Küstenwache (Fernsehserie, Episode Aufgespürt)
- 2011: SOKO Köln (Fernsehserie, Episode Die falsche Frau)
- 2012: Mord in Ludwigslust
- 2012: Sylt sehen und sterben
- 2012: Mord mit Aussicht – Die Saat des Bösen
- 2012–2018, 2020: Großstadtrevier (Fernsehserie, 97 Folgen)
- 2013: Houston
- 2013: Polizeiruf 110 (TV-Reihe, Episode Fischerkrieg)
- 2013: Der Kriminalist (Fernsehserie, Episode Der Sobottka Clan)
- 2018: Gladbeck (Film)
- 2018: In aller Freundschaft – Die jungen Ärzte (Fernsehserie, Episode Auferstanden)
- 2019: Einstein (Fernsehserie, Episoden Fallout (1), Fallout (2))
- 2019: Heldt (Fernsehserie, Episode Geheimnisträger)
- 2021: Notruf Hafenkante (Fernsehserie, Episode Hundeleben)
- 2022: Praxis mit Meerblick – Was wirklich zählt (Fernsehreihe)
- 2022: Morden im Norden (Fernsehserie, Episode Vineta)
- 2022: SOKO Wismar (Fernsehserie, Episode Marktschreier)
- 2023: WaPo Elbe (Fernsehserie, Episode Die geheimnisvolle Insel)
- 2023: SOKO Leipzig (Fernsehserie, Episode Schutzbefohlen)
- 2024: Dr. Nice: Herzflattern (Fernsehreihe)
- 2024: SOKO Stuttgart (Fernsehserie, Episode "Auf Achse")